# Литий-полимерный аккумулятор

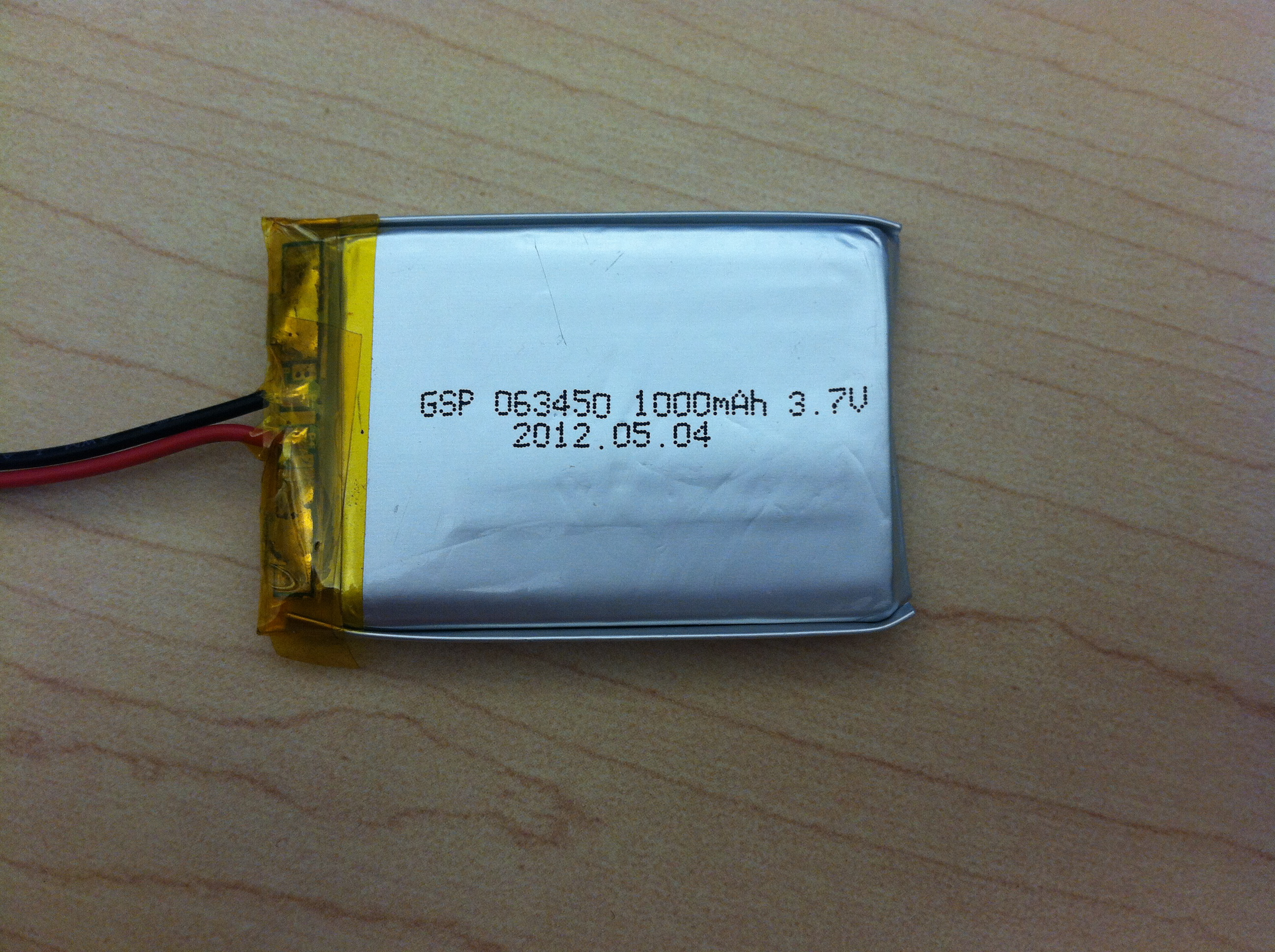
Литий-полимерный аккумулятор в герметичном мягком корпусе из металлизированной полимерной плёнки с контроллером. У аккумуляторов в мягкой оболочке прямоугольной формы в маркировке указываются габариты в виде 6- 8-значного числа: первые 2 цифры — толщина в десятых долях мм (в мм, если первая цифра = 0), вторые 2 цифры (3 цифры при 8-значной маркировке) — ширина в мм, последние 2 цифры (3 цифры при 7-8-значной маркировке) — длина в мм (на фото: 063450 — 6 × 34 × 50 мм

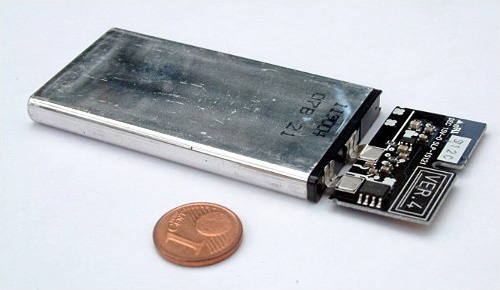
Литий-полимерный аккумулятор сотового телефона в алюминиевом корпусе с контроллером

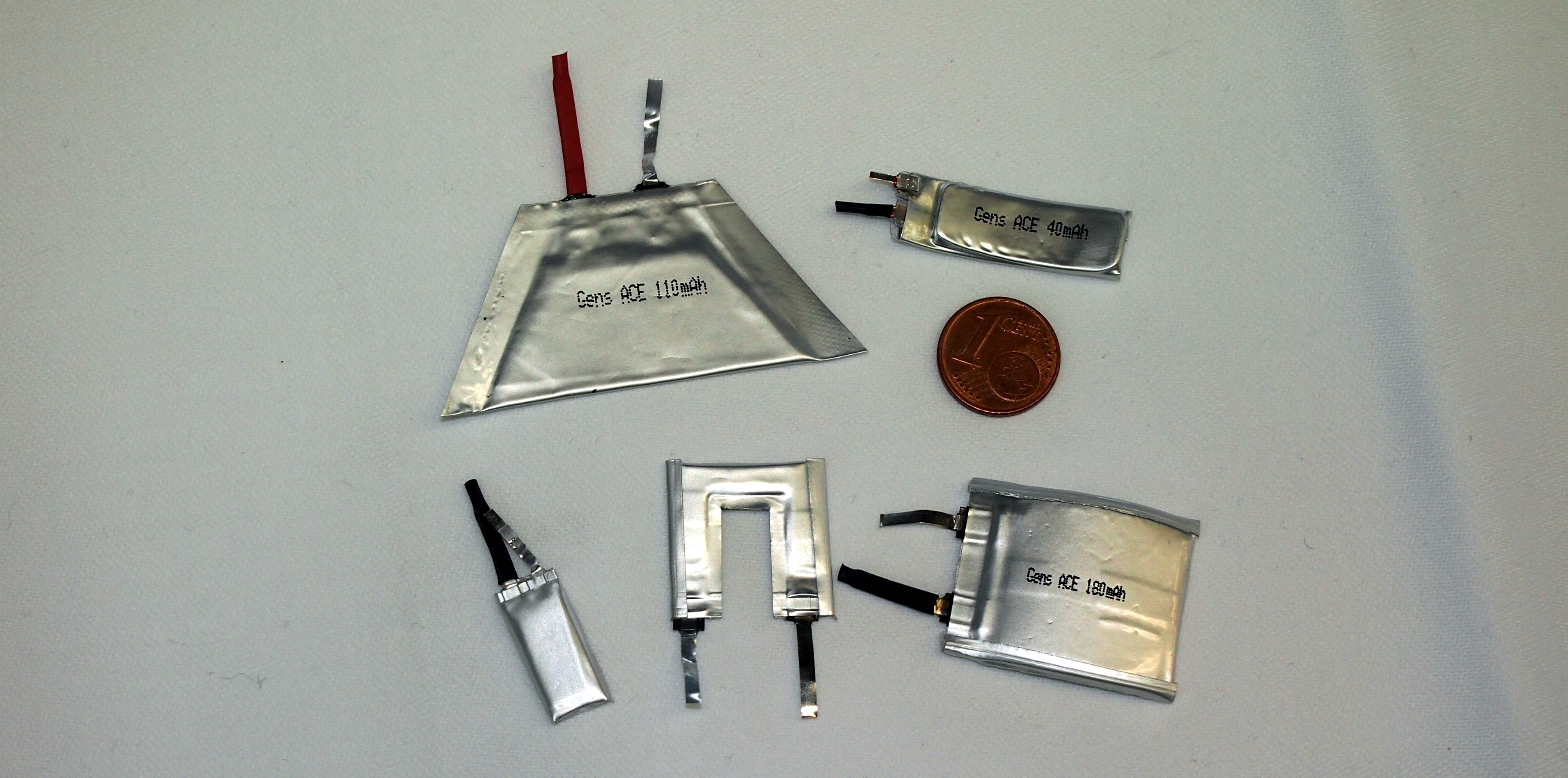
Литий-полимерные аккумуляторы в корпусе из полимерной плёнки разной формы без контроллеров

Литий-полимерный аккумулятор (литий-ионный полимерный аккумулятор (lithium-ion polymer battery); аббревиатуры: Li-Pol, Li-polymer, LIP, Li-poly и т. д.) — это усовершенствованная конструкция литий-ионного аккумулятора. В качестве электролита используется полимерный материал. Используется в мобильных устройствах (смартфоны и планшеты), ноутбуках, электронных сигаретах и системах нагревания табака, радиоуправляемых моделях, игровых консолях, ночниках и фонариках, смарт-часах и пр.
Обычные бытовые литий-полимерные аккумуляторы не способны отдавать большой ток, но существуют специальные силовые литий-полимерные аккумуляторы, способные отдавать ток, в 10 и даже 130 раз превышающий численное значение ёмкости в ампер-часах. Они широко применяются как аккумуляторы для радиоуправляемых моделей, а также в портативном электроинструменте и в некоторых современных электромобилях.

## Преимущества
- Большая плотность энергии на единицу массы: до 265 Втч/кг;
- Низкий саморазряд;
- Толщина элементов от 1 мм;
- Возможность получать очень гибкие формы;
- Слабо выраженный эффект памяти;
- Незначительный перепад напряжения по мере разряда.
- Диапазон рабочих температур литий-полимерных аккумуляторов довольно широкий: от −20 до +40 °C по данным производителей.

## Недостатки
Аккумуляторы пожароопасны при перезаряде и/или перегреве. Для борьбы с этим явлением все бытовые аккумуляторы снабжаются встроенной электронной схемой, которая предотвращает перезаряд и перегрев вследствие слишком интенсивного заряда. По этой же причине требуют специальных алгоритмов зарядки (зарядных устройств).
Количество рабочих циклов — 800—900, при разрядных токах в 2 С[что это?] до потери ёмкости в 20 % (для сравнения: NiCd — 1000 циклов, NiMH — 600, LSD NiMH — 1500, LiFePO4 — 2000, LTO — 20 000).

### Старение

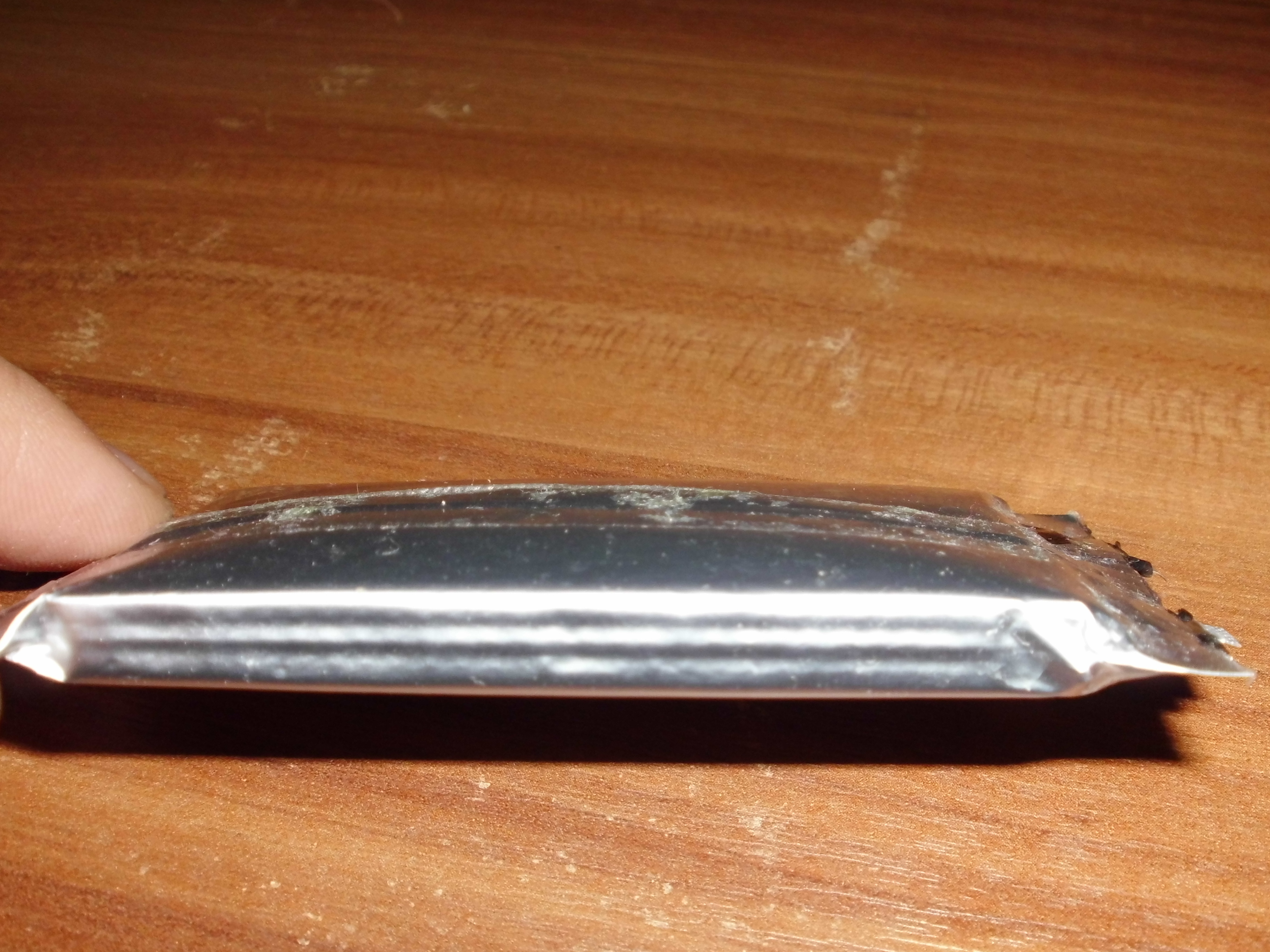
Вздувшийся литий-полимерный аккумулятор в мягкой оболочке

Под воздействием заряда литий-полимерные и литий-ионные аккумуляторы снижают ёмкость в зависимости от температурного режима.
Глубокий разряд полностью выводит из строя литий-полимерный аккумулятор. Оптимальные условия хранения Li-pol аккумуляторов достигаются при 40%-м заряде от ёмкости аккумулятора. Литиевые аккумуляторы стареют, даже если не используются. На 2009 год бытовало мнение, что через 2 года батарея теряет около 20 % ёмкости. Соответственно, нет необходимости покупать аккумулятор «про запас» или чрезмерно увлекаться «экономией» его ресурса. При покупке рекомендуется посмотреть на дату производства, чтобы знать, сколько данный источник питания уже пролежал на складе.